# 彼得·隆格伦
彼得·隆格伦（瑞典語：Peter Lundgren，1965年1月29日—2024年8月22日），瑞典男子网球运动员，1983年成为职业球手。他曾在1988年澳大利亚网球公开赛搭档英国球手杰里米·贝茨获得男子双打亚军。